# Mokalsar
Mokalsar är en ort i Indien.   Den ligger i distriktet Bārmer och delstaten Rajasthan, i den nordvästra delen av landet, 600 km sydväst om huvudstaden New Delhi. Mokalsar ligger 181 meter över havet och antalet invånare är 6 925.
Terrängen runt Mokalsar är platt åt nordost, men åt sydväst är den kuperad. Terrängen runt Mokalsar sluttar österut. Runt Mokalsar är det ganska tätbefolkat, med 108 invånare per kvadratkilometer. Närmaste större samhälle är Siwāna, 10,2 km nordväst om Mokalsar. Trakten runt Mokalsar består till största delen av jordbruksmark.